# Megalochlamys trinervia
Megalochlamys trinervia är en akantusväxtart som först beskrevs av Charles Baron Clarke, och fick sitt nu gällande namn av K. Vollesen. Megalochlamys trinervia ingår i släktet Megalochlamys och familjen akantusväxter. Inga underarter finns listade i Catalogue of Life.